# Elezioni federali in Germania del 1976
Le elezioni federali nella Repubblica Federale di Germania del 1976 si tennero il 3 ottobre per il rinnovo del Bundestag.
Si recò alle urne il 90.7% dei cittadini aventi diritto al voto.

## Risultati
| Liste                                          | Maggioritario | Maggioritario | Maggioritario | Proporzionale | Proporzionale | Proporzionale | BB | Totale seggi |
| Liste                                          | Voti          | %             | Seggi         | Voti          | %             | Seggi         | BB | Totale seggi |
| ---------------------------------------------- | ------------- | ------------- | ------------- | ------------- | ------------- | ------------- | -- | ------------ |
| Partito Socialdemocratico di Germania (SPD)    | 16.471.321    | 43,70         | 114           | 16.099.019    | 42,56         | 100           | 10 | 224          |
| Unione Cristiano-Democratica di Germania (CDU) | 14.423.157    | 38,26         | 94            | 14.367.302    | 37,99         | 96            | 11 | 201          |
| Unione Cristiano-Sociale in Baviera (CSU)      | 4.008.514     | 10,63         | 40            | 4.027.499     | 10,65         | 13            | -  | 53           |
| Partito Liberale Democratico (FDP)             | 2.417.683     | 6,41          | -             | 2.995.085     | 7,92          | 39            | 1  | 40           |
| Partito Nazionaldemocratico di Germania        | 136.028       | 0,36          | -             | 122.661       | 0,32          | -             | -  | -            |
| Partito Comunista Tedesco                      | 170.855       | 0,45          | -             | 118.581       | 0,31          | -             | -  | -            |
| Altri <0,10%                                   | 68.086        | 0,18          | -             | 92.353        | 0,24          | -             | -  | -            |
| Totale                                         | 37.695.644    |               | 248           | 37.822.500    |               | 248           | 22 | 518          |

## Conseguenze
Le elezioni videro lo scontro tra il cancelliere uscente, il socialdemocratico Helmut Schmidt, e il leader cristianodemocratico Helmut Kohl. Nonostante l'affaire Guillame, la coalizione socialisti-liberali si confermò alla guida del paese.